# Фототоксичність
Фототоксичність речовини — здатність речовин знижувати стійкість клітин до несприятливого впливу світла. Найчастіше поняття використовується відносно дії сонячних променів, переважно ультрафіолетового діапазону, на шкіру.
Внутрішній прийом або зовнішній вплив фототоксичних речовин робить шкіру сприйнятливішою до впливу світла, внаслідок чого відбувається утворення опіків.

## Механізм процесу
Під дією ультрафіолету в тканинах живих організмів, переважно в шкірі, з молекул фототоксичних речовин виникають вільні радикали, і окремі клітини починають гинути, і, як наслідок — потужний запальний процес та «внутрішні опіки».

## Поширені фототоксичні речовини
- Найвідомішими лікарськими препаратами з фототоксичною дією є антибіотик тетрациклін і серцевий препарат кордарон.
- Деякі ефірні олії, отримані методом холодного пресування: (бергамота, апельсина, лимонна)
- Сік деяких рослин (борщівник, петрушка)

## Фототоксичність і засмага
Застосування фототоксичних речовин несумісне із засмагою. Лікарські препарати для фототерапії та деякі інші лікарські засоби (пастинацин та ін.) вимагають захисту шкіри від сонячних променів на час лікування.
Деякі парфумерні засоби та креми, містять фототоксичні компоненти, можуть викликати ураження (опіки), особливо у людей з чутливою шкірою.